# Giardinetti (métro de Rome)
Giardinetti est une station de la ligne C du métro de Rome.

## Situation sur le réseau
Établie en souterrain, la station Giardinetti est située sur la ligne C du métro de Rome, entre la station Torre Maura, en direction de la station terminus ouest (provisoire) San Giovanni, et la station Torrenova, en direction de la station terminus est Monte Compatri - Pantano.

## Histoire
La station Giardinetti est mise en service le 9 novembre 2014, lors de l'ouverture à l'exploitation de la section de Parco di Centocelle à Monte Compatri - Pantano.